# Alexander Attems
Alexander Attems (Gradac, Austrija, 17. srpnja 1814. — Baden, 13. rujna 1896.), visoki austrijski vojni časnik. Nosio je čin podmaršala i naslov grofa.

## Životopis
Rodio se je u Gradcu. U Beču je završio vojnu akademiju. Tijekom godina napredovao je u činovima. Kao zapovjednik regimente (Rgts.-Kmdt) istaknuo se u bitci kod Custozze 1866. godine. Već 1869. je general-bojnik i od 1873. podmaršal. Član tajnog vijeća. Stekao zasluge za postavljanje austrijsko-meksičkih postrojba (österr.-mexikanischen Freikorps). Od 1876. namjesnik kod nadvojvode Karla Salvatora, potom kod njegove udovice Marije Immaculate. U Malteškom redu od 1850. Komtur i od 1887. Bailli.